# 許陽明
許陽明（1952年12月31日—），臺灣政治人物，曾任《首都早報》副社長、民主進步黨机关报《民進報》總編輯、第二屆國民大會代表、民主進步黨副秘書長、中央選舉委員會委員、台南市副市長。民進黨政治人物管碧玲之夫。

## 早年及背景
許陽明出生於新北市新莊區老街五十六坎。母系祖先來自福建泉州府安溪縣歸善鄉依仁里下美坂石龜許厝。許陽明母親生於大正時代，原為文山郡新店直潭赤皮湖山區茶農的女兒，後遷至台北上奎府町。許陽明之父親生於日本明治時代，為興直堡新莊街人。許陽明雖出生於新莊鎮，但因許陽明隨母姓，故以母親之臺北市後火車站人（日本時代上奎府町）自稱，但近年已隨太太立法委員管碧玲遷居高雄市。
許陽明先後就學於臺北縣新莊鎮新莊國民小學、臺北縣三重市正義國民小學、臺北縣私立恆毅高級中學初中部、臺北市立成功高級中學。他畢業自中興大學法商學院公共行政系（今國立臺北大學公共行政暨政策學系）。他亦擁有中國文化大學政治學研究所、國立臺灣大學政治學研究所學位。曾任台灣神學院宗教與社會系教師。

## 經歷
許陽明的三姨許月里女士（1912－2008年，享年97歲）16歲即開始參加工友協助會、台灣文化協會、台灣農民組合，曾因掩護台灣農民組合簡吉逃亡而入獄12年。許月里生前擔任中國統一聯盟名譽主席。許陽明這一代追求台灣獨立，雖與許月里女士對台灣前途有不同主張，但許陽明母親即因月里女士的遭遇而嚴禁家中小孩談論政治。但越禁越好奇，許陽明大學時代即參與黨外運動，曾為康寧祥助選，並曾任立法委員康寧祥的助理。
許陽明在學生時代即立志要打破報禁，後來擔任了報禁解除後第一份反對報《首都早報》副社長；也立志要打破萬年國會。1991年擔任民間憲改會議執行長，擔任民進黨中央黨部主辦的「人民制憲會議」副秘書長，接著參與了國會全面改選後的第一次選舉，在台北市第一選區（北投、士林、大同、中山）當選第2屆國民大會代表，曾任國民大會主席團主席、民進黨國民大會黨團幹事長。擔任國大代表時，一向主張對國民大會「傳教與拆台」——「傳」單一國會的「教」，「拆」國民大會的「台」——以廢除國民大會，實現單一國會的主張。故主張全面以焦土策略搞爛、打爛國民大會；學生時代也立志要打破黨禁，後來也擔任了民進黨《民進報》總編輯、民進黨中央評議委員、民進黨副秘書長；也擔任過中央選舉委員會委員、台南市副市長。

## 特別費官司
許陽明在首長特別費風暴中，係繼馬英九之後，全國第二個被起訴的，但經過二年多的審理，台南地方法院判決無罪。因為起訴書將特別費分為兩種，一種是不超過特別費的一半，以領據領取的特別費，是薪資的實質補貼，另一種特別費是使用單據的特別費，必須以單據報銷。起訴書將特別費硬分成以上兩種，並認為兩種的使用標準不一樣。許陽明辯護特別費具有「統一性質」，法律上並無所謂「領據的特別費」與「單據的特別費」兩種，因此特別費不應有兩種不同的對待標準。判決書採納許陽明的辯護詞，反駁起訴書說「豈有一方面認實質補貼性質，另一方面又認為以私人花費報領特別費應構成職務上詐領財物之理。」且判決書反駁檢方起訴書所說的特別費是「特別酬庸」或「實質補貼」的說法，認定特別費不具待遇性質，特別費並非「特別酬庸」或「實質補貼」。

### 偵查
起訴書說許陽明將許添財市長的消費拿來申報，判決書說：「顯有違誤。」起訴書說許陽明卸任後還申報特別費，判決書說：「應有誤認。」

### 一審
許陽明從未經手申報特別費，也從未有一筆特別費，無論是領據部分或單據部分匯至私人帳戶，而是放在辦公室公用，薪水也是先扣除辦公室的不足支出後，再匯至個人帳戶。根據檢調單位所取得的辦公室電腦記帳記錄查證，判決書認定，許陽明放在辦公室公用的薪資及個人獎金等「其他收入所得已足以支付其個人花費，根本不需動用到特別費。」

許陽明在台北、高雄之消費，例如牛排消費，大飯店消費及諸多其他消費─等等，經證人包括中時晚報前總經理、中華民國自然保育協會副理事長、臺南市記者......等等很多位到庭作證，另外包括接待瓜地馬拉總統、日本交流協會秘書長垂秀夫─等等費用，也經公務行程─等等證明。這部分判決書說：「證明均與公務有關。」

許陽明認為消費經再三查證仍有一些不清楚之處，檢察官如認為與公務無關應負舉證責任。判決書因此判定：「起訴書僅記載消費時間、地點及報銷項目，就消費目的為何，是否全然與公務無關，並未提出任何證據為憑，因此無法遽指此一部份報領有何不法。」─等等理由，因此判許陽明無罪。

### 二、三審
此案台南地檢署上訴，2010年5月13日台南高等法院二審判決，駁回上訴，檢方再提上訴最高法院。2010年11月4日最高法院判決駁回上訴，本案審理歷時四年多三審終告無罪確定。

本案受到矚目係因本案為台灣綠營第一位受到特別費起訴且第一位判決無罪確定的政治人物，而後續綠營尚有副總統及多位部長受起訴尚在審理中，此案的判決是否具有指標性受到關注，不過後來立法院通過特別費除罪化而結束此議題。

## 北投重建
因為舅舅許坤山先生（被尊稱為台灣磁磚界的太祖，台灣磁磚工業的功臣）在北投開設戰後台灣第一家瓷磚工廠，且母親生前擔任北投瓷磚女工，後來家族很多人包括許陽明因此遷居北投。1995年因北投國小呂鴻文、黃桂冠等老師，以及當年還是建築系學生的陳林頌（現管碧玲國會辦公室副主任），向許陽明提出搶救北投溫泉公共浴場的陳情，許陽明即積極投入該建築的搶救，與現北投溫泉博物館的推動成立。
許陽明首創以「主題」設定文化古蹟，提出「自我再發現」與「自我再認同」，作為對北投溫泉文化古蹟群保存的論述，強調文化古蹟首重社群的「感情與認同」，其時代代表性，藝術代表性，甚至族群代表性，都應整體考量，而不應單純只以建築外觀、型式為考量。許陽明強調文化古蹟的指定，應考量台灣的歷史，與古蹟狀況普遍不佳，即使古蹟嚴重毀損，也不應放棄，而應重建指定保存，文化資產保存與分類的法令也應修改擴充，這種論述獲得相當多學者專家的認同。在這種論述下，北投溫泉公共浴場、北投普濟寺、北投草山教師研習中心、北投不動明王寺、北投台灣銀行舊宿舍、前日軍衛戍醫院北投分院、北投穀倉、吟松閣、北投文物館、長老教會北投教堂、草山御賓館，皆是由許陽明整合或提出研究報告，陳請成功的三級古蹟或台北市定古蹟，其他還有推動陳請台北第一酒廠（現華山文創園區）、蔡瑞月舞蹈社、前日軍台南衛戍醫院─等等著名古蹟成功。擔任台南市副市長期間更提出與推動台南市「古蹟破百計畫」以彰顯古都地位。許陽明與管碧玲多年來在台北市、台南市、高雄市推動指定成功的法定古蹟與歷史建築已經超過九十七件以上，涵蓋建物已經超過百棟。2013年開始全力投入推動鐵路局台北機廠國定古蹟的指定，台北機廠內的第一個古蹟，係許陽明在陳水扁市長時代提出陳請，在2000年通過指定為台北市定古蹟，2015年3月15日由管碧玲國會辦公室透過立法院104年國家總預算案三讀通過之主決議，終使台北機廠指定為國定古蹟全區保存成功。這是管碧玲團隊成功推動指定登錄成功的第83件文化資產。
許陽明也提出「北投溫泉親水公園」的規劃概念，利用北投溪的溫泉瀑布，運用露天溫泉的歷史，保護北投溫泉文化的母體「北投溪」，並借用生活環境博物館（Eco-museum）的概念，提出「親手打造自己的社區博物館」，以「北投溫泉博物館」與「北投溫泉親水公園」為中心博物館，再以北投溫泉區的地景、自然環境、古蹟與人文環境為衛星博物館，塑造成一個「北投生活環境博物館」，並以社區的自我再認同與自我再發現，社區居民以義工身份自己打造與經營管理自己的博物館。目前北投溫泉博物館與周邊的溫泉親水公園，大致都是依據許陽明提出的概念打造。這些古蹟指定或重建的過程與論述，許陽明在2000年已將之書寫成「女巫之湯─北投溫泉鄉重建筆記」一書出版。

## 台南市副市長
擔任台南市副市長時期受命擔任主政的計畫，特別是安平港國家歷史風景區計畫及其中之子計畫，近年來也榮獲許多景觀獎項：2005安平港國家歷史風景區榮獲美國水濱中心親水之都競圖規劃類首獎（亞洲唯一得獎城市）；安平樹屋榮獲2005優質都市景觀園冶獎；安平港港濱歷史公園榮獲2006優質都市景觀園冶獎；台南公會堂（含吳園）、西門國小校舍暨景觀工程榮獲2007優質都市景觀園冶獎；安平港歷史水景公園第一、二期工程、原台南武德殿及歷史溪流成功溪修護工程、湖濱水鳥保育公園榮獲2008優質公共景觀園冶獎；忠義國小更榮獲2005內政部營建署第三屆魅力城鄉大獎（文化生活景觀獎）、2005內政部綠建築貢獻獎、2006國家卓越建設獎（優良環境文化類全國首獎）、蛻變忠義──以生活環境博物館理念打造新校園榮獲2008優質校園景觀園獎；台南市海岸景觀工程、安平古運鹽碼頭、觀景橋遊憩碼頭工程計畫，榮獲2009公共景觀園冶獎。……等等。許陽明推動以古蹟文化保存為主軸的社區重建營造，北投與安平在2012年同時入選為觀光局的「十大觀光小鎮」。

## 著作
許陽明主編過民主大憲章會議實錄、人民制憲會議實錄、全國民間經濟會議實錄（民主進步黨中央黨部出版）、破繭的台灣……1990年代的見證（前衛出版）。著作：總統與行政院長職權關係之研究、行憲後國家緊急權運作史（八十年代連載時與雜誌一并查禁）、1979－2008中美台對「一個中國」政策的論述之演變；女巫之湯─北投溫泉鄉重建筆記（新新聞出版）。由於許陽明的母親自幼送人做養女，一生命運非常坎坷。許陽明經過幾年的研究、訪談、口述紀錄與考證，最新寫成「媽媽的乳房─許足女士的人生歲月及家族記事」（圓神出版）一書，書寫其母親一生的悲苦，及家族中一些長輩，許陽明小姑丈施拱貽先生的母親陳昌賢，是社會運動家、大稻埕名人黃玉階的義女，許陽明的屘姑繼承了至善堂，成了黃玉階的孫媳、士林文魁施家關涉士林區名稱的由來、IBM公司許朱勝的祖母許高緣、日治台灣第一美女許月里—等等的人生記事。

## 外部連結
- 許陽明特別費無罪三審確定聲明（附一、二、三審判決要旨） （页面存档备份，存于）